# Tennistoernooi van Dubai 2022
Het tennistoernooi van Dubai van 2022 werd van maandag 14 tot en met zaterdag 26 februari 2022 gespeeld op de hardcourtbuitenbanen van het Aviation Club Tennis Centre in Dubai, de hoofdstad van het gelijknamige emiraat in de Verenigde Arabische Emiraten. De officiële naam van het toernooi was Duty Free Tennis Championships.
Het toernooi bestond uit twee delen:
- WTA-toernooi van Dubai 2022, het toernooi voor de vrouwen (14–19 februari)
- ATP-toernooi van Dubai 2022, het toernooi voor de mannen (21–26 februari)

| WTA               | februari 2022 | februari 2022 | februari 2022 | februari 2022 | februari 2022 | februari 2022 |
| WTA               | maa 14        | din 15        | woe 16        | don 17        | vrĳ 18        | zat 19        |
| ----------------- | ------------- | ------------- | ------------- | ------------- | ------------- | ------------- |
| vrouwenenkelspel  | 1e ronde      | 1e ronde      | 2e ronde      | kwartfinale   | halve finale  | finale        |
| vrouwendubbelspel | 1e ronde      | 1e ronde      | 1e ronde      | 2e ronde      | halve finale  | finale        |

| ATP              | februari 2022 | februari 2022 | februari 2022 | februari 2022 | februari 2022 | februari 2022 |
| ATP              | maa 21        | din 22        | woe 23        | don 24        | vrĳ 25        | zat 26        |
| ---------------- | ------------- | ------------- | ------------- | ------------- | ------------- | ------------- |
| mannenenkelspel  | 1e ronde      | 1e ronde      | 2e ronde      | kwartfinale   | halve finale  | finale        |
| mannendubbelspel | 1e ronde      | 1e ronde      | 1e ronde      | 2e ronde      | halve finale  | finale        |

ATP-toernooi van Dubai – WTA-toernooi van Dubai

2001 · 2002 · 2003 · 2004 · 2005 · 2006 · 2007 · 2008 · 2009 · 2010 · 2011 · 2012 · 2013 · 2014 · 2015 · 2016 · 2017 · 2018 · 2019 · 2020 · 2021 · 2022 · 2023 · 2024 · 2025